# Mitologia suméria
Os sumérios eram adeptos de uma religião politeísta caracterizada por deuses e deusas antropomórficos representando forças ou presenças no mundo material, noção esta bastante presente na posterior mitologia grega. Diante fartas evidências arqueológicas de raríssima preservação, compreende-se diante das traduções acerca de suas inscrições, que as divindades sumérias originalmente, chamados Anunáqui, ou "Aqueles que dos Céus Vieram", criaram a espécie humana com a finalidade de que lhes servissem de trabalhadores, atendendo as designações dadas pelas divindades. Entretanto, futuramente os libertaram quando se tornaram demasiadamente numerosos e difíceis de se manter controle.
A narrativa sobre os sujeitos do panteão sumério, tende a apresentar estreita sintonia com a de outras culturas, como a do povo hebreu e grego, onde pode-se citar como exemplo a passagem do dilúvio de Noé, ou os Titãs gregos, bem como os atributos característicos atribuídos a cada deidade. De forma ampla e muito evidente, verifica-se que entre estas culturas, mesmo de diferentes religiões, regiões, idiomas, inclusive em distinto aspecto temporal, existem evidências paralelas aos contos sumérios.
Neste sentido, os deuses e deusas da Suméria têm representações similares nas religiões dos acadianos, cananitas, babilônicos, egípcios, moabitas, assírios, minoanos, e outros povos que habitaram  regiões euroasiáticas (Europa e Médio Oriente), e até mesmo em culturas distantes. Assim, um número de histórias relacionadas a divindades têm paralelos gregos, por exemplo, a descida de Inana ao submundo, Hades, ou Seol (dos hebreus), ou Helvite (da punição da deusa Hel, ou Hela, dos nórdicos), está impressionantemente ligada ao mito de Perséfone; bem como dos gigantes, da cultura hebraica, aos titãs gregos.

## Cosmogonia
O universo surgiu quando Namu, um abismo sem forma, enrolou-se em si mesmo num ato de auto-procriação, gerando Anu, deus do céu, Antu (Qui), deusa da Terra e Zuri, deus do equilíbrio entre as dimensões.  
A união de Anu e Qui produziu Enlil, senhor dos ventos, que eventualmente tornou-se líder do panteão dos deuses. Após o banimento de Enlil de Dilmum (a morada dos deuses) por violentar Ninlil, a deusa teve um filho, Nana, o deus da lua (mais tarde chamado de Sim (ou Sinu). Zuri revoltado com o acontecimento, criou uma dimensão abaixo da terra, uma dimensão neutra. Da união posterior entre Sin e Ningal nasceram Inana (deusa do amor e da guerra) e Utu (deus do sol, depois chamado de Samas). Também durante o banimento de Enlil, o deus tornou-se pai de três divindades do submundo junto a Zuri e Ninlil. O mais famoso foi Nergal.
Namu também teve um filho, chamado Enqui, deus do abismo aquático ou Apsu. Enqui controlava também os Me, decretos sagrados que governavam coisas básicas como a física, e complexas como a ordem social e a lei.

## Lista de deuses
A mais antiga fonte de cosmologia suméria tem origem com os hinos da sacerdotisa Enheduana à deusa Inana.

### Deuses da cultura suméria
Entre as principais divindades do panteão sumério, entendidos como deuses maiores, destacam-se:
- Anu
- Iscur (Adade)
- Inana (Istar)
- Enqui
- Antu
- Enlil
- Sinqui (Danquina)
- Nana (Sim)
- Ninursague
- Ningal
- Ninlil
- Samas
- Utu
- Zuri

Os deuses e as deusas primordiais e menores:
- Ansar
- Apsu
- Eresquigal
- Husbisague
- Isinu
- Namu
- Quingu
- Quisquilila
- Nantar
- Nebo
- Nergal
- Nidaba
- Ninisina
- Nincasi
- Nuscu
- Tiamate
- Utucu
- Iguigui

Semideuses e semideusas:
- Dumuzi
- Gilgamés
- Ninguestinana
- Gugalana
- Humbaba
- Enquidu (herói)